# Епархия Трегье

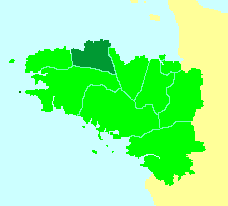
Карта епархии Трегье

Епархия Трегье (лат. Dioecesis Trecorensis) — упразднённая епархия Римско-Католической церкви.

## История
Епархия существовала с тех времён, когда св. Тугдуал в 555 году основал в тех краях свой монастырь. Она унаследовала черты галло-романской епархии Лексоюм (Lexouium) или Лексобия (Lexobie), существование которой восходит к 73 году н. э.
Формальное воссоздание епархии относят к 848 году. Она соответствует традиционной бретонской провинции Трегор.
29 ноября 1801 года Римский папа Пий VII издал буллу Qui Christi Domini, которой упразднил епархию Трегье, а её территорию передал епархиям Сен-Бриё (Saint-Brieuc) и Кемпера.

## Епископы
- св. Тугдуал, или Рабуталь (Pabutal), + 564
- Ривелин (Rivelin), или Руэлин (Ruelin)
- Пербогат (Perbogat), или Пергат (Pergat)
- Леотер (Léothère)
- Феликс (Félix)
- Martin (Мартин)
- Денис (Denys)
- Госеннан (Gosennan)
- Гратиан (Gratien)
- Поль (Paul)
- Соффрюс (Soffrus)
- до 1032: Гильом I (Guillaume)
- Мартин, + 1047

...
- Христофор Шатель
- Рафаэль Риарио (18 августа 1480 — 6 мая 1483);
- Роберт Гибе

...